# Dilophus beckeri
Dilophus beckeri är en tvåvingeart som beskrevs av Hardy 1948. Dilophus beckeri ingår i släktet Dilophus och familjen hårmyggor. Inga underarter finns listade i Catalogue of Life.